# Bùi Văn Bảo
Bùi Văn Bảo (1917-1998), hiệu Bảo Vân và Bê Bình Phương là một nhà giáo và soạn giả Việt Nam.

## Tiểu sử
Ông sinh tại Trình Phố, Thái Bình, dòng dõi Bùi Viện. Ông tốt nghiệp trường Bưởi, Hà Nội rồi được bổ lên Phú Thọ, Thái Nguyên dạy học. Trong hai thập niên 1930 và 1940 ông đóng góp nhiều bài cho các báo Phong Hóa, Ngày Nay, Tri Tân, Thứ Bảy, Loa. Năm 1954 ông di cư vào Nam và góp tiếng trên báo Tự Do, mục "Đàn Ngang Cung". Sau đó ông được bổ vào Ban Tu thư Bộ Giáo dục Việt Nam Cộng hòa và làm hiệu trưởng trường Trần Quý Cáp tại Sài Gòn. Là nhà giáo ông từng quan tâm soạn sách giáo khoa cùng những ấn phẩm cho thanh thiếu niên nên sách của ông được dùng trong giáo trình giảng dạy thời Việt Nam Cộng hòa.
Ông là người sáng lập báo Tuổi Xanh (1958) và nhà in "Nhật Tảo".
Năm 1975, ông sang Canada tỵ nạn và lập nhà xuất bản "Quê Hương" ở Toronto tiếp tục ra sách dạy tiếng Việt với châm ngôn của ông:
Chỉ sợ đàn con quên Việt ngữ
Đừng lo lũ trẻ kém Anh văn
Ông là người đầu tiên xuất bản sách dạy tiếng mẹ đẻ cho trẻ em Việt tại hải ngoại. Ông cũng góp nhiều bài trên báo Lửa Việt (Canada), mục "Đốt Lò Hương Cũ"; Việt Luận (Úc) v.v.
Văn phong của ông trong sáng, giản dị hợp cho tuổi trẻ như những bài học thuộc lòng. Ông cũng để lại nhiều văn thơ dịch thuật đủ loại gồm hát nói, thất ngôn, thơ mới, kịch thơ, văn tế.

## Vài bài tiêu biểu
Lịch sử phở
| Báo Ngày Nay mấy chục năm về trước Ở trang "Giòng nước ngược" mục thơ vui, Đã có phen chàng "Tú Mỡ" rung đùi Làm thơ tếu, hết lời ca-tụng Phở. "Phở Đức-Tụng", món quà ai cũng nhớ, Phở thơm, ngon, béo, bổ, lại bình-dân, Phở rẻ tiền, ăn sẽ chóng lên cân, Phở, Phở, Phở, xa gần ai cũng thích! Phở buổi sáng của Hà-thành thanh-lịch, Theo Nguyễn-Tuân, là vô-địch món ăn ngon... Hơn hẳn cao-lương, chín, nạm, vè giòn, Là quốc-túy, là quốc-hồn dân-tộc, Dù đi xa, khắp biển, trời ngang, dọc Vẫn nhớ hoài về món Phở quê-hương. Một-chín-năm-tư, Phở lại lên đường Vào miền Nam, vượt Trường-sơn, Bến-Hải, Theo gót di-cư, hóa thành Phở Tái, Chín, Nạm, Gầu, Gân, Sách, Sụn, thêm rau Húng quế, ngò gai, giá sống, tương tàu, Đã đánh bạt thật mau môn hủ-tiếu. Riêng ở Sài-gòn, có rất nhiều bảng hiệu Nào "Phở Hòa", "Công-Lý", "Phở Tương-Lai", "Trần Cao Vân", cùng "Bảy-Chín", "Tàu Bay", Rồi "Mụ Béo" đến "La-Cay", "Tầu Thủy". Tô Xe lửa đầy, ăn no bí-tỉ, Khiến Vũ-Bằng cũng tuý-lý, say-sưa, Viết Miếng ngon Hà-Nội thật nên thơ, Và Phở Gà được tôn thờ số một... | Tháng Tư, Bảy-lăm, người người hoảng-hốt, Rời bỏ Sài-gòn, mong dzọt thật xa, Sống kiếp lưu-vong, bốn biển không nhà, Hương-vị cũ, sao mà tìm lại được? Cho tới khi định-cư vào các nước, Thong-dong rồi lại ao-ước Phở xưa, Vì muốn ăn nên ai cũng nấu bừa Cũng bánh, thịt mà sao chưa đạt lắm? Ít lâu sau, kéo về miền nắng ấm Tại quận Cam, người Việt mấy trăm ngàn, Theo nhu-cầu, việc buôn-bán mở-mang, Nên lại có biết bao hàng Phở mới, Nhưng hầu hết dùng tên xưa để gọi Lại "Phở Hòa", "Công-Lý", "Phở Tương-Lai", "Trần Cao-Vân" cùng "Bảy-Chín", "Tầu Bay" Thêm "Nguyễn-Huệ" với "Hiền-Vương", "Tầu Thủy", Khác Sài-gòn, vì giờ trên đất Mỹ Phở đã thành một kỹ-nghệ hẳn-hoi, "Bảy-Chín", "Phở-Hòa", chi nhánh khắp nơi Cùng bảng-hiệu, nhưng nhiều người khai-thác, Khách hàng Việt, Nhật, Anh, Tàu, Mỹ, Pháp, Ăn một lần rồi nhớ mãi, ăn luôn, Phở Việt Nam ngon, bổ, sẽ trường-tồn Giành địa-vị độc-tôn vùng tỵ-nạn... Ở Tàu trước, Phở là ngưu-nhục-phấn, Sang Việt-nam vẫn nấu với bò, gà Nhưng nhờ tài chế-biến của dân ta, Phở sẽ hóa thành "Tinh-hoa" đất Việt! |

## Tác phẩm
| - Việt-ngữ Tân-thư (6 cuốn) - Tân-Việt-văn (5 cuốn) - Học vần - Vần Việt ngữ 1 & 2 (1976) - Tập Đọc 1 & 2 (1977) - Câu Đố Vui - Thi ca cổ điển (2 tập) - Thi ca tiền chiến | - Tục ngữ ca dao & dân ca (1984) - Thơ Nôm Yên Đổ - Việt Nam thường thức - Luyện tập quốc văn - Cổ tích Việt Nam - Giai thoại câu đối - Câu đố dân gian - I, tờ vui | - Ngữ vựng bằng tranh (1983) - Tập làm văn - Bùi Viện: Một nhà nho sáng suốt - Thơ tình Xuân Diệu - Thơ tình Nguyễn Bính - Thơ Bàng Bá Lân - Thơ tình Vũ Hoàng Chương - Việt sử bằng tranh, 30 tập (1990) - Giữ gìn tiếng Việt (1994) |